# 優しい時間
『優しい時間』（やさしいじかん）は、2005年1月13日から3月24日まで毎週木曜日22:00 - 22:54に、フジテレビ系の「木曜劇場」枠で放送された日本のテレビドラマ。主演は寺尾聰。

## あらすじ
商社のニューヨーク支店長を務める湧井勇吉は、3年前、非行に走っていた一人息子の拓郎が起こした交通事故により、同乗していた妻めぐみが死んだ事を機に、会社を辞めて東京の自宅を処分し、めぐみの故郷富良野で喫茶店「森の時計」を開いた。
一方、非行に走っていた拓郎は暴走族を抜けようとしていたが、めぐみからあることを問い詰められてハンドル操作を誤り、事故で死なせた罪悪感に落ち込むのを帰国した勇吉から手切れ金と共に絶縁を言い渡されたことで心に深い疵を負う。しかし、めぐみの親友九条朋子がこの事を知り、拓郎を父親の近くに置こうと美瑛町にある陶芸窯「皆空窯」に住み込みで就職させる。
めぐみの死に対する責任を一人で背負い込み、更生して陶芸家天野六介の見習い弟子として真面目に打ち込む拓郎。「森の時計」の気さくで温厚なマスターとして常連客に慕われ、第二の人生を謳歌するかに見える勇吉。拓郎は勇吉と和解するため努力するが、心優しい勇吉も拓郎を頑なに許そうとはしない。「森の時計」の従業員皆川梓は偶然にも拓郎と知り合い、彼が勇吉の息子だとは知らずに心惹かれていく。
秋から冬、冬から春へと移り変わる季節を通じ、時間をかけて和解に到る親子二人を主人公として彼らと交流する人々の姿を描いたヒューマンドラマ。

## 登場人物

### 喫茶店「森の時計」
お客自身の要望でミルを渡してコーヒー豆を曳かせるという独特の経営形態から地元の人々に愛される喫茶店。観光客も多く訪れる。二階は勇吉の自宅。
湧井 勇吉〈59→60〉
演 - 寺尾聰
本作の主人公。エリート商社マンだったが、妻の死を機に会社を退職した。めぐみとの約束で富良野に移住し喫茶店「森の時計」を開く。
元は仕事人間で家庭を顧みようとはせず、めぐみと拓郎が抱えていた問題について知らない。現在は気さくで温厚な人柄を誰からも慕われるが自分については滅多に語らない。他人にも自分にも厳しいところがあり、それが人を傷つけてしまうことに悩む。
めぐみを深く愛していたこと、拓郎への衝撃と恐怖が根深い確執の原因となる。仕事を終えて一人になると亡くなっためぐみと語らう日常。本当は拓郎のことが心配でたまらないが、手ひどく拒絶してしまうのではないかと恐れている。また、こと拓郎に関しては悪い想像ばかりしてしまう。葬儀で再会した拓郎が髪を染め、腕に入れ墨をしていたことがショックで厳しく突き放してしまった。
梓が「自分が交際している大事な人」を誰より先に紹介したいとクリスマスの晩に「皆空窯」へ案内。そこで梓が走り去る青年に「たくちゃん」と呼びかけたのを聞いて半信半疑ながら拓郎が富良野から1時間ほどの距離に暮らしていると知り、朋子から拓郎本人だと教えられる。その後、こっそり様子を見に行き、お守りを置いて立ち去った。めぐみ、朋子と語らううちに拓郎と向き合おうとしてこなかった自分に気づかされてしまう。
朋子から還暦祝いに贈られた手作りのコーヒーカップを拓郎からのプレゼントだとは知らずに大切にする。後に拓郎が贈ったものだと知ってより一層大切にする。
最終回で陶芸展に出品する作品を手に店を訪れた拓郎がヤケド痕を見せ「許してください」と頭を下げたのに対して「謝らなければならないのは私の方だ」と言って和解した。
皆川 梓〈19〉
演 - 長澤まさみ
本作のヒロイン。「森の時計」の従業員で通称はアズ。精神的に不安定でやや幼いところがある。ふとしたことで食器を壊してしまう。
百円ショップで商品を壊してしまった際に片付けを手伝おうとした拓郎と知り合い、窯焼きで生じる出来損ないをわけてやると約束され連絡先を交換し合う。拓郎の優しさに惹かれ、「皆空窯」を訪ねるようになる。
幼くして父親を失い、母親が蒸発。その後姉と暮らす。高校時代に松田と初恋をしたがそのことが発覚して校内でいじめに遭い、松田は彼女の前から姿を消した。以来、不登校に陥り中退。リストカットを繰り返すようになってしまい姉を心配させていたが、「森の時計」で働くようになり落ち着いていた。
拓郎から事情を打ち明けられた後に朋子に相談。クリスマスを契機に拓郎と勇吉を和解させようとして、勇吉を「皆空窯」に案内するが拓郎に拒否される。その後、拓郎から一方的に音信を打ち切られて再び不安定になる。吹雪の晩、自宅には戻らず車中でリストカットして凍死しかけたところを警察に発見される。幸い命に別状はなく、入院中に美可子からシルバーアクセサリの作り方を教わる約束をして退院後は夢中になる。朋子から事情を聞いた拓郎が会い来て誤解を解き、拓郎を陶芸展に集中させるため待つことを選び、拓郎のことを理々にも打ち明けた。最終回で「森の時計」を訪れていた拓郎を勇吉から息子として紹介される。
内村 理々
演 - 森上千絵
梓の姉。「森の時計」の従業員で通称はリリ。夫は出て行き、3年以上音信不通だが、籍は抜いていない。夫が札幌で女を作りヤクザがその行方を追っており「森の時計」に来店して脅されるがその場に居合わせた風間が間に入って事なきを得た。
耳田 笑子
演 - 高橋史子
「森の時計」の従業員で通称はミミ。バツイチ。他人の不幸が大好物。

### 窯場「皆空窯」
美瑛の山中にある名の知られた陶芸窯。朋子とは古い付き合いで「森の時計」のコーヒーカップはここで作られた。拓郎は天野夫妻の元自宅を借りて暮らす。
湧井 拓郎〈21〉
演 - 二宮和也
本作のもう一人の主人公。勇吉とめぐみの一人息子。寡黙で純粋かつナイーブ。芸術家としての才能をめぐみから受け継いだ。
母の死以来、勇吉と絶縁状態。絶縁されても勇吉を尊敬している。勇吉からめぐみを奪ってしまったことを深く後悔する。美瑛で陶芸職人として一年以上真面目に見習い修行をしており、才能を開花させつつある。富良野に暮らす父を案じており、還暦祝いの誕生日プレゼントとしてコーヒーカップを作り、朋子を通じて渡した。
めぐみの葬儀の後、勇吉とどうするかを話し合った際に「ボクはずっと一人で生きてきました。これからもずっと一人で生きていきます」と語ったことで勇吉から絶縁された。
当初、梓が「森の時計」の従業員だとは知らなかったが電話している様子を見て知ってしまう。関係を隠していたが、梓が店の売り上げが合わず勇吉と口論となり、拓郎に愚痴って勇吉を詰るのに耐えられず、勇吉が自分の父親だと打ち明ける。その後、自分の過去を話し、自分を知っていることを勇吉に言わぬよう堅く口止めする。クリスマスに梓が勇吉と引き合わせようとしたことに激怒。その後、六介から新人陶芸家展への挑戦を命じられ、それを勇吉との和解の契機にしようと仕事に打ち込むため梓と距離を置こうとしたが怒っていると勘違いされた。その後、朋子から梓の事故を知らされ会いに行き誤解を解く。その際、入れ墨のことを打ち明け、偶然見つけた富良野神社のお守りを梓からの贈り物と勘違いして礼を言うが本人から否定され、勇吉が贈ったものだと悟り大切にする。
朋子から過去の所行について念押しされている為、梓とは清い交際をしている。梓から贈られた爪ブラシとペンダントを大事にする。
左肩に「死神」という入れ墨を入れていた。（理由は後述）それが原因でめぐみが死に、勇吉から拒絶されたとして大ヤケドを負いながら焼き消した。
天野 六介
演 - 麿赤児
窯場「皆空窯」を営む陶芸家。職人気質の頑固親父。禿げ頭にバンダナがトレードマーク。出来上がりが気に入らないと片っ端からたたき壊す。
離れて暮らす息子が婚約者を連れて帰省したことを大喜びし、できちゃった結婚だということも孫が出来たと笑って受け入れる。
拓郎を認め我が子同然に可愛がるが、梓が出入りしているのを知り、大慌てで朋子に相談した。後に勇吉が挨拶に訪れた際には理解出来ないと憤慨した。拓郎が入れ墨を消すため焼けた陶器を押し当てた際にはいち早く異変に気づいて病院に担ぎ込んだ。怪我と高熱を押して作品製作に打ち込む拓郎を心配しつつも見守る。
天野 洋子
演 - 朝加真由美
六介の妻。彼女も陶芸家でギャラリーには夫婦の作品が並んで展示されている。朋子から預かった拓郎を「たくちゃん」と呼んで可愛がる。

### 勇吉と拓郎の関係者
九条 朋子
演 - 余貴美子
コーヒーショップ「北時計」のママ。退職した勇吉はしばらく「北時計」で修行の後、独立した。勇吉を「ゆうさん」、拓郎を「たくちゃん」と呼んでいる。
めぐみの小学校時代からの親友で東京と富良野でそれぞれ暮らしていたときも電話で頻繁にやりとりしていた。拓郎が暴走族に入っていたことを勇吉には打ち明けず、一人で抱え込んで悩んでいたことも知っている。ただ、拓郎の入れ墨については知らなかった。
勇吉から絶縁された拓郎の前途を心配して「皆空窯」を紹介し、その後も様子を見守る。拓郎からもママと慕われ、身元引受人のような立場。拓郎と梓の双方を知っており、二人の関係についても梓から打ち明けられ温かく見守る。
やや酒乱の気があり、別れた旦那に死なれたときには泥酔して勇吉に絡んだ。
湧井 めぐみ〈享年47〉
演 - 大竹しのぶ
勇吉の妻。3年前に交通事故死した。
故人だが勇吉との語らいの場面で毎回登場する。

### 森の時計 常連客
高松
演 - 山谷初男
ご隠居と呼ばれ、皆から親しまれる存在。下手な俳句を作ったり、他愛ない冗談で笑わせる。
田村
演 - 正名僕蔵
農協職員。
安西 光夫
演 - 田中圭
コーヒー業者。拓郎と同世代だが勇吉の釣りの師匠で「師匠」と呼ばれる。
相場
演 - 梨本謙次郎
タイヤ屋。
風間
演 - 山下澄人
刑事。マル暴担当。ガラは悪いが人が良く面倒見も良い。よく店に携帯電話を忘れる。美可子の転居に際して部屋を間借りさせるがリリから猛反対された。
滝川
演 - 納谷真大
ペンション滝川のオーナーで美可子の親戚。美可子が吹雪の夜に遭難した際にはひどく取り乱す。美可子の夫の四十九日に彼女と関係してしまい富良野に呼び寄せ、アパート住まいさせていた。佐久間と呑んでいると偽って彼女のアパートを訪ねていたが、後に浮気が妻の珠子にバレてボコボコにされる。後に心臓を患い入院。
佐久間
演 - 久保隆徳
砂利屋。口の回りの髭が特徴。クリスマスの日に、サンタ役を押しつけられる。滝川の浮気発覚時は口裏を合わせていたことが珠子にバレて追い回される。
横山
演 - 水津聡
チーズ製造業。
長沢
演 - 六条寿倖
チェーンソー屋。
音成
演 - 布施博
音成電器商会の社長。常連客のムードメーカー。美可子が「未亡人」だと聞くと疼くと言って皆を笑わせていた。
店の経営が傾き、森の時計の常連仲間にまで金策した後、勇吉に頭を下げて借金を頼み込むも断られる。債権者に店の商品を根こそぎ持って行かれ倒産。そのことを苦に納屋で首を吊って自殺した。勇吉はその事実に苦しみ香典として大金を包んだが春子に突き返された。
高校の合唱部に居た同級生に一目惚れして交際を申し込んだのが妻の春子。結果的に春子を未亡人にしてしまった。陰でこっそり勇吉と美可子をくっつけようと仲間達と画策していた。死後も常連仲間の間で話題にのぼる。
井上 美可子
演 - 清水美砂
東京からやってきた未亡人。滝川の親戚。ボブカットの似合う美人だと常連客の間で評判となる。口調は丁寧だが妙に思わせぶりな話し方をする。勇吉に気のある素振りを見せる。趣味でシルバーアクセサリーを作っている。梓はクリスマスプレゼントとして購入して拓郎と勇吉にプレゼントし、退院後に作り方を教わるようになる。実は滝川の愛人。人の噂も意に介さず、関係を持った男性が次々死ぬという魔性の女。最終的に風間の家に転がり込む。
立石
演 - 國村隼
水道工事業者。娘が自分と同年代のパチンコ店経営者と結婚を控えていることをボヤく。結婚式で遂に婿にキレ、トイレに呼びつけて殴るが「やっと認めて貰えた」と言われ戸惑う。

### ゲスト

#### 第1話「雪虫」
水谷 三郎
演 - 時任三郎（特別出演 / 第10話にも出演）
勇吉の元部下。商社マンとして現在も生き馬の目を抜く厳しい世界に身を置く。乳癌の転移で余命宣告された美子の夢を叶えるために秋田に土地を買いペンション経営者に転職すると嘘をつき、最後の旅行として富良野に勇吉を訪ねた。性格が穏やかになった勇吉の変化にも詳しい。美子の死後昇進した。
めぐみの葬儀の回想で美子と共に再登場する。
水谷 美子
演 - 手塚理美（第10話にも出演）
三郎の妻。めぐみと親しく付き合っており、彼女が商社マンの妻として人には言えない「寂しさ」を抱えていたことを知る。拓郎のことも知っており心配している。旅行中に体調を崩して入院する。
第7話で河合の口から、大々的な葬儀が行われたと語られた。
病院の院長
演 -津嘉山正種

#### 第2話「拓郎」
川西 秀子
演 - 田畑智子
新婚旅行で富良野を訪れる。
川西 健
演 - 中村俊太
秀子の夫。

#### 第3話「初雪」
松田
演 - 佐々木蔵之介（第8話にも出演）
高校教師。妻のある身でありながら梓に入れあげてしまい、結果的に梓の人生も心も滅茶苦茶にしてしまった。偶然「森の時計」を訪れ梓と再会するが「あの男」と拒絶される。本人に一言謝りたいと再来店するが間に入った勇吉との約束で二度と来ないと誓う。
街で偶然見かけた梓と少し会話するがうつろな様子が心配になり勇吉に相談。そのお陰で梓は一命を取り留めた。
天野 洋一
演 - 星野源
六介と洋子の息子で3年ぶりに帰郷。
青山 紀子
演 - 吉井怜
洋一の婚約者。

#### 第4話「根雪」
音成 春子
演 - キムラ緑子（第5話にも出演）
音成の妻。

#### 第5話「記憶」
中年男
演 - 小日向文世
森の時計に訪れた客。転倒したショックで記憶をなくす。

#### 第6話「聖夜」
ペアルックの父
演 - 小野武彦
息子とペアルックで森の時計を訪れる。
五木看護師
演 - 木村多江
コーラスグループのメンバー。
リリを脅迫する男
演 - 梶原善

中年の客
演 - 山田明郷
息子夫婦に招待され富良野を訪れる。
ペアルックの息子
演 - 永山たかし

コーラス仲間
演 - 小池美枝

ラジオDJ
演 - 玉川美沙
車の中で梓が勇吉へクリスマスプレゼントを渡すときにかかっていたラジオの声。

#### 第7話「息子」
中里
演 - 北島三郎（特別出演）
25年ぶりに故郷の富良野を訪れる。
木田 敏子
演 - 佐々木すみ江
50年ぶりに故郷の富良野にやって来る。
河合
演 - 佐々木勝彦
勇吉の商社時代の同僚。
河合 綾子
演 - 田島令子
河合の妻。
河合
演 - 二神康文
河合と綾子の息子。

#### 第8話「吹雪」
堂本
演 - 徳重聡（第9話にも出演）
吹雪に遭難しかけて「森の時計」に来店した青年。偶然にも拓郎の元家庭教師でめぐみの葬儀で勇吉に会っていた。
拓郎が学校でイジメに遭っていたがそれをめぐみには内緒にしていた。暴走族の頭だった岸上という青年が拓郎を可愛がっており、イジメをしていた相手をボコボコにしたため拓郎が暴走族の一員だという噂が学校に広まってしまい、拓郎はその後本当に暴走族の一員になってしまった。「死神」の名で知られた岸上が族同士の抗争で命を落とし、それを契機に拓郎は族を抜けたが岸上への追悼の意味で「死神」という入れ墨を左肩に入れ、そのことをめぐみに相談されていたことを勇吉に語った。めぐみの葬儀の後にも拓郎に何度か会っており、父を追って北海道に行くと打ち明けられていた。
その後、「皆空窯」に拓郎を訪ねた際に近々会いに行くつもりだと打ち明けられる。
スキー客
演 - 宮下裕治

スキー客
演 - 池田努

#### 第9話「傷痕」
看護師
演 - 小泉今日子
上富良野町立病院の看護師。

#### 第10話「刺青」
滝川 珠子
演 - 杉田かおる
滝川の妻。

#### 最終話「雪解け」
亀田
演 - 高橋克実
めぐみと朋子の同級生。
立石 マヤ
演 - 須藤理彩
立石の娘。

## スタッフ
- 原案 - 倉本聰
- 脚本 - 倉本聰、吉田紀子、田子明弘、小林彰夫
- 音楽 - 渡辺俊幸、アンドレ・ギャニオン
- 演出 - 田島大輔、宮本理江子、西浦正記
- 主題歌 - 平原綾香「明日」（ドリーミュージック）[4]
- 挿入歌 - 平原綾香「ありがとう」[5]（ドリーミュージック）
- 製作総指揮 - 中村敏夫
- 編成 - 杉尾敦弘
- 協力 - 渋谷ビデオスタジオ、ビデオスタッフ、東新、フジアール、スポット、千代田ビデオ、ブルーバック
- プロデュース - 若松央樹、浅野澄美
- 制作協力 - 北海道文化放送
- 制作 - フジテレビ、FCC

## 放送日程
| 各話                                                           | 放送日        | サブタイトル | 脚本     | 演出       | 視聴率 |
| -------------------------------------------------------------- | ------------- | ------------ | -------- | ---------- | ------ |
| 第1話                                                          | 2005年1月13日 | 雪虫         | 倉本聰   | 田島大輔   | 18.3%  |
| 第2話                                                          | 2005年1月20日 | 拓郎         | 倉本聰   | 田島大輔   | 13.0%  |
| 第3話                                                          | 2005年1月27日 | 初雪         | 倉本聰   | 宮本理江子 | 13.8%  |
| 第4話                                                          | 2005年2月03日 | 根雪         | 倉本聰   | 宮本理江子 | 13.5%  |
| 第5話                                                          | 2005年2月10日 | 記憶         | 吉田紀子 | 田島大輔   | 14.0%  |
| 第6話                                                          | 2005年2月17日 | 聖夜         | 吉田紀子 | 西浦正記   | 15.6%  |
| 第7話                                                          | 2005年2月24日 | 息子         | 田子明弘 | 宮本理江子 | 13.3%  |
| 第8話                                                          | 2005年3月03日 | 吹雪         | 倉本聰   | 田島大輔   | 12.7%  |
| 第9話                                                          | 2005年3月10日 | 傷痕         | 小林彰夫 | 西浦正記   | 15.1%  |
| 第10話                                                         | 2005年3月17日 | 刺青         | 倉本聰   | 宮本理江子 | 16.1%  |
| 最終話                                                         | 2005年3月24日 | 雪解け       | 倉本聰   | 田島大輔   | 17.3%  |
| 平均視聴率 14.9%（視聴率はビデオリサーチ調べ、関東地区・世帯） |               |              |          |            |        |

## その他
- 本作の最終回で寺尾聰が「よう」という台詞を「やあ」に変更したことに脚本家倉本聰が激怒し、以降寺尾聰は一切起用しなくなった[7]。

## ロケ地
- 北海道富良野市（北の峰地区）

新富良野プリンスホテルに隣接するニングルテラスに、ロケ用の喫茶店「森の時計」が建てられた。撮影終了後から営業されている。
- 北海道美瑛町（白金温泉付近）
- 北海道上富良野町